# Ted Sator
Ted Sator, ameriški hokejist in hokejski trener, * 18. november 1949, New Hartford, New York, ZDA. 

## Igralska kariera
Ted Sator je dela dveh sezon igral za univerzitetno moštvo Bowling Green University. Uspešnejši je bil v svoji drugi sezoni, v kateri je v boju za naslov lige NCAA dosegel 5 zadetkov in 6 podaj. Leta 1972 je doživel profesionalni krst, saj je zaigral za EHL moštvo Long Island Ducks. Že po treh tekmah pa ga je doletela poškodba kolena in ga prisilila, da se predčasno upokoji. 

### Pregled kariere
Odebeljeno - reprezentančni nastopi, glej tudi Statistika pri hokeju na ledu.
| Moštvo                   | Liga | Sezona |    | Redni del | Redni del | Redni del | Redni del | Redni del | Redni del |   | Končnica | Končnica | Končnica | Končnica | Končnica | Končnica |
| ------------------------ | ---- | ------ | -- | --------- | --------- | --------- | --------- | --------- | --------- | - | -------- | -------- | -------- | -------- | -------- | -------- |
| Moštvo                   | Liga | Sezona | OT | G         | P         | T         | +/-       | KM        | OT        | G | P        | T        | +/-      | KM       |          |          |
| Bowling Green University | NCAA | 69/70  |    | 5         | 0         | 0         | 0         |           | 2         |   |          |          |          |          |          |          |
| Bowling Green University | NCAA | 71/72  |    | 27        | 5         | 6         | 11        |           | 45        |   |          |          |          |          |          |          |
| Long Island Ducks        | EHL  | 72/73  |    | 3         | 0         | 1         | 1         |           | 0         |   |          |          |          |          |          |          |
| Skupaj                   |      |        |    | 35        | 5         | 7         | 12        |           | 47        |   |          |          |          |          |          |          |

## Profesionalna trenerska kariera v Severni Ameriki
Sator je svojo trenersko pot v ligi NHL začel leta 1983 v moštvu Philadelphia Flyers. V moštvu je prebil dve sezoni, a je opravljal le funkcijo pomočnika trenerja. Leta 1985 je bil nato imenovan za glavnega trenerja moštva New York Rangers in ga že v prvi sezoni popeljal do konferenčnega finala, kjer so izgubili proti kasnejšim zmagovalcem Stanleyjevega pokala, moštvu Montreal Canadiens. Naslednjo sezono je na mestu športnega direktorja kluba Phil Esposito zamenjal Craiga Patricka in že po 19 tekmah odstavil Satorja in za trenerja napravil Toma Websterja. 
Satorjeva trenerska kariera v ligi NHL pa se je po kratkem premoru nadaljevala že naslednjo sezono, ko je postal trener moštva Buffalo Sabres. V prvi sezoni s Sabresi je dosegel največje izboljšanje na lestvici v primerjavi z ostalimi klubi v ligi glede na stanje iz prejšnje sezone. V prvi, kot tudi v drugi sezoni, je moštvo povedel do tretjega mesta v Diviziji Adams, a je obakrat v končnici Stanleyjevega pokala naletel na moštvo Boston Bruins in obakrat izpadel, tako da so ga po koncu svoje druge sezone v Buffalu razrešili trenerskih dolžnosti. 
Zatem ni dobil službe glavnega trenerja, ampak se je selil naokoli in opravljal funkcijo pomočnika trenerja naslednjih 10 let. Moštva, v katerih je deloval, so: Boston Bruins, St. Louis Blues, Hartford Whalers in Vancouver Canucks. Z letom 1997 je Sator začel svoje uspešno petletno trenersko obdobje v moštvu New Orleans Brass. V klubu je opravljal tudi funkcijo direktorja za igralsko osebje. Z moštvom se je vselej uvrstil v končnico in ni nikoli imel porazne sezone. 

## USA Hockey in prihod v Evropo
Sator je deloval kot pomočnik trenerja ameriške hokejske reprezentance, Boba Johnsona. Z reprezentanco je sodeloval na dveh Kanadskih pokalih. Prav tako je sedel v izvršnem odboru krovne ameriške hokejske organizacije USA Hockey. Sator je prav tako več kot 30 let delal kot inštruktor v hokejski šoli Huron Hockey School in v hokejskih kampih EHK Sports Hockey Camps.
Poleg izkušenj iz Severne Amerike ima Sator izkušnje tudi iz Italije, Švedske in Finske. V svojem prvem letu v italijanski ligi je ostalo njegovo moštvo neporaženo in osvojilo prvenstvo. Kot pomočnik trenerja ameriške reprezentance je sodeloval tudi na Svetovnem prvenstvu 1996 na Dunaju, kjer je njegovo moštvo osvojilo bronasto medaljo. 9 let je skupaj prebil v finski in švedski ligi, nazadnje kot trener moštva Espoo Blues v finski ligi SM-liiga. 
Sator je leta 2007 prevzel vodenje slovenske reprezentance. Z njo je sodeloval le na Svetovnem prvenstvu druge divizije v Ljubljani, na katerem se je reprezentanca zanesljivo uvrstila v elitno divizijo. Kljub uspehu se je konec oktobra 2007 s Hokejsko zvezo Slovenije sporazumno razšel. Njegovo mesto je kasneje zasedel Mats Waltin, ki pa je selektorski stolček zapustil zaradi slabih iger na Svetovnem prvenstvu elitne divizije 2008.
V sezoni 2008/09 je prevzel vodenje madžarskega moštva Alba Volán Székesfehérvár, ki je nastopalo v Avstrijski hokejski ligi. Z moštvom je kljub obetavnemu uvodu v sezono končal na devetem mestu in se tako ni uspel uvrstiti v končnico, zato so ga v klubu odslovili.
Jeseni 2009 je Sator na mestu selektorja madžarske reprezentance zamenjal Kanadčana Pata Cortino, ki je to funkcijo opravljal 6 let zapored. Madžare je vodil na prihodnjem Svetovnem prvenstvu divizije I v Ljubljani, kjer so se Madžari za napredovanje v najvišjo divizijo pomerili tudi s slovensko reprezentanco, ki jo je Sator vodil leta 2007.